# Giovanni Battista Resoaggi
Giovanni Battista Resoaggi  (Gênes, 1665 - mars 1729) est un peintre italien baroque de l'école génoise actif à la fin du XVIIe et au début du  XVIIIe siècle.

## Biographie
Giovanni Battista Resoaggi, un élève de Giovanni Battista Merano, est un peintre italien de la peinture baroque, qui fut actif principalement à Gênes.
On sait peu de choses de lui.
On connaît de lui un retable représentant Les saints Pascal, Diego et Giovanni da Capistrano (1686) situé dans la Chiesa della Visitazione à Gênes (Travail inachevé de son maître Giovanni Battista Merano).

## Œuvres
Chiesa del Carmine, Gênes :
- Pietà, huile sur toile, tondo ovale de 51,5 cm × 41,5 cm,
- Sacra Famiglia,
- La Presentazione al tempio,
- l’Adorazione dei pastori,
- la Visitazione (ovale)
- L’Annunciazione (ovale).

Chiesa della Visitazione, Gênes :
- Les saints Pascal, Diego et Giovanni da Capistrano (1686), retable.

Chiesa San Francesco d'Albaro, Gênes :
- Sainte Anne,